# دينيس كروبكي
دينيس كروبكي (بالألمانية: Dennis Kruppke)‏ (1 أبريل 1980 بمونستر في ألمانيا - ) هو لاعب كرة قدم ألماني في مركز الهجوم. لعب مع آينتراخت براونشفايغ ونادي فرايبورغ وEintracht Braunschweig II ‏ وSC Freiburg II ‏ ونادي لوبيك ‏.

## وصلات خارجية
- دينيس كروبكي على موقع قاعدة بيانات كرة القدم.إي يو (الإنجليزية)
- دينيس كروبكي على موقع بيانات كرة القدم. دي إي (الألمانية)
- دينيس كروبكي على موقع عالم كرة القدم.نت (الإنجليزية)
- دينيس كروبكي على موقع AS.com (الإسبانية)